# Элеонора Мария Савойская
Элеоно́ра Мари́я Тере́за Саво́йская (итал. Eleonora Maria Teresa di Savoia; 28 февраля 1728, Турин, Сардинское королевство — 14 августа 1781, Кастелло-ди-Монкальери, Сардинское королевство) — принцесса Савойского дома, дочь сардинского короля Карла Эммануила III; замуж не вышла и вела благочестивую жизнь в миру.

## Биография
Элеонора Мария Тереза Савойская родилась в королевском дворце в Турине 28 февраля 1728 года. Имя ей было дано в честь бабушки по линии матери. Она была дочерью Карла Эммануила III, короля Сардинии от его второй жены Поликсены Кристины Гессен-Ротенбургской. С рождения и до смерти носила титул Её Королевского Высочества, принцессы Савойской, принцессы Сардинской и Пьемонтской.
Через шесть месяцев после рождения принцессы умерла её бабушка по линии отца. Мать Элеоноры Марии Савойской умерла в 1735 году, когда ей было всего шесть лет. В 1737 году отец женился на Елизавете Терезе Лотарингской, младшей сестре Франциска I, императора Священной Римской империи. Принцесса воспитывалась при дворе Сардинского короля с сёстрами и братьями от трёх браков отца и кузенами из Кариньянской ветви рода — принцем Виктором Амадеем и принцессой Марией Терезой Луизой.
В 1741 году отец овдовел в третий раз и до женитьбы старшего брата в 1750 году на инфанте Марии Антонии Испанской принцесса Элеонора Мария Савойская была главной дамой при дворе. Вместе с сестрой, принцессой Марией Луизой Савойской, рассматривалась в качестве возможной супруги Луи де Бурбона, дофина Франции, старшего сына короля Людовика XV. Элеонора Мария Савойская никогда не была замужем и умерла в замке Монкальери 14 августа 1781 года. Она была похоронена в усыпальнице Савойской династии в базилике Суперга.